# Maldición (canción)

Portada de "Maldición", de Rosalía.

"Maldición" (estilizado en mayúsculas como “MALDICIÓN”), originalmente “MALDICIÓN - Cap.10: Cordura”, es una canción de la cantante y compositora española Rosalía. Es la décima canción del segundo álbum de estudio de la cantante, El Mal Querer, lanzado el 2 de noviembre de 2018 a través del sello discográfico Sony Music. Fue producida por El Guincho y coproducida por la misma Rosalía.

## Antecedentes y composición
En 2017, Rosalía completó sus estudios de flamenco en la Escuela Superior de Música de Cataluña, en Barcelona. Para su proyecto final de carrera, presentó El mal querer, un trabajo desarrollado junto a Pablo Díaz-Reixa (más conocido como El Guincho) y su entonces pareja, Antón Álvarez (más conocido como C. Tangana).
Al año siguiente, El Mal Querer fue presentado a Columbia Records, donde recibió una renovación antes de su lanzamiento global en noviembre de 2018. El álbum se inspira en la novela occitana del siglo XIII Flamenca, de autor desconocido.La historia narra la vida de una joven que, tras casarse, es encerrada en una torre por su esposo, quien, dominado por los celos y el temor de perderla, decide aislarla del mundo exterior.
En la canción Maldición, Rosalía expresa un mensaje de independencia y rechazo al abuso de poder, la letra refleja una promesa de no olvidar las injusticias sufridas.Con una duración de 2:55 minutos, es la penúltima canción del segundo álbum de estudio de la cantante.

## Recepción crítica y comercial
El penúltimo tema de El Mal Querer fue muy bien recibido por la crítica, al igual que todo el álbum. Alexis Petridis, crítico principal de The Guardian, otorgó al álbum la máxima puntuación, describiéndolo como la tarjeta de presentación de un talento nuevo y único.Petridis señaló que el estilo vocal de Rosalía está claramente arraigado en una tradición musical diferente a la de los estilos habituales en los que se desempeñan los vocalistas pop.
Aunque Maldición no se promocionó como sencillo, contribuyó al éxito general de El Mal Querer. El álbum ha sido reconocido en diversas listas como uno de los mejores discos de la década o incluso del siglo, incluyendo su puesto 22 en los "25 mejores discos del siglo XXI" según Rolling Stone.

## Créditos
- Rosalía Vila - productora, compositora y letrista.
- Pablo Díaz-Reixa - productor, compositor y letrista.
- Antón Álvarez - letrista.
- Arthur Russell - letrista.

## Interpretaciones en directo
Rosalía ha interpretado Maldición en varias ocasiones en vivo. Su primera presentación tuvo lugar en el Festival Cultura Inquieta 2018, celebrado en Madrid. Posteriormente, ofreció una actuación de la canción en la Plaza de Colón de la misma ciudad en 2019.Durante su gira El Mal Querer Tour (2019), Maldición formó parte del repertorio en todos los conciertos, incluyendo su presentación el 7 de diciembre de 2019 en el Palau Sant Jordi de Barcelona.
Por otro lado, la cantante ofreció una interpretación de Maldición durante una entrevista para el diario El País, donde presentó una versión íntima de la canción.En esta, la artista destacó la influencia del flamenco en su estilo, acompañando su voz con una interpretación minimalista.

## Posicionamiento en listas
| Listas (2018)       | Mejor posición | Semanas en lista |
| ------------------- | -------------- | ---------------- |
| España (PROMUSICAE) | 30             | 3                |